# Sneaky Feelings
Sneaky Feelings war eine neuseeländische Rockband und ein Vertreter des Dunedin Sound.

## Geschichte
Die Band wurde 1981 in Dunedin von dem aus Schottland stammendem Sänger und Gitarristen Matthew Bannister, dem Gitarristen David Pine, dem Bassisten Kat Tryie und dem Schlagzeuger Martin Durrant gegründet. Den Bandnamen leiteten sie von einem Lied von Elvis Costello ab. Ihr musikalischer Stil orientierte sich an den Beatles, den Byrds und psychedelischer Musik. Erstmals in Erscheinung trat die Band 1982, als drei ihrer Lieder auf der EP Dunedin Double des Labels Flying Nun Records erschienen, neben Musik der Bands The Chills, The Stones und The Verlaines. Noch im gleichen Jahr erschien, ebenfalls bei Flying Nun Records, ihre Debütsingle Be My Friend, die bis auf Platz 31 der neuseeländischen Charts kam. Im Mai 1983 wurde das erste Album der Band, Send You, aufgenommen, das jedoch die Charts verfehlte. Es wurde 1992 als CD mit zusätzlichen Bonustracks neu aufgelegt. Kat Tryie stieg noch 1983 aus und wurde durch John Kelcher ersetzt. 1985 folgte eine Kompilationskassette mit dem Titel Take Sides sowie die Single Husband House, die auf Platz 16 der Charts kam. Die Single Comming True floppte jedoch, ist aber auch auf dem 1986 erschienenen Album Sentimental Education enthalten, das jedoch, wie das Debüt, nicht die Charts erreichte. Dieses Album erschien auch in Europa und wurde später mit erweiterter Titelliste neu herausgebracht.
Ebenfalls 1986 erschien die Kompilation Waiting for Touchdown, auf der sich Lieder des Debütalbums Send You und der Singles Husband House und Better Than Before finden. Letztgenanntes Lied erreichte 1986 Platz 34 der Charts. 1987 wurde dann mit Trouble With Kay eine letzte, erfolgsarme Single aus Sentimental Education ausgekoppelt. 1988 erschien mit Hard Love Stories das dritte und letzte Studioalbum der Band. Martin Durrant verließ die Band im selben Jahr und Ross Burge kam als neuer Schlagzeuger hinzu. Nach der Single Long Time Gone im selben Jahr folgten keine neuen Veröffentlichungen der Band, ehe sich die Gruppe 1989 auflöste. 1992 kam es aufgrund der Neuauflage von Send You zu einer kurzen Reunion. Danach widmeten sich die Bandmitglieder jedoch wieder eigenen Projekten. So spielte Bannister in den Gruppen Dribbling Darts und The Weather. David Pine ist als Diplomat und High Commissioner seines Landes in Malaysia tätig. John Kelcher war 2014 Kandidat der Green Party of Aotearoa New Zealand in Christchurch.

## Diskografie

### Alben
- 1983: Send You
- 1985: Take Sides (Kompilation)
- 1986: Sentimental Education
- 1986: Waiting for Touchdown (Kompilation)
- 1988: Hard Love Stories
- 1999: Positively George Street

### Singles
- 1982: Be My Friend
- 1985: Husband House
- 1986: Better Than Before
- 1986: Coming True
- 1987: Trouble With Kay
- 1988: Long Time Gone

### Kompilationsbeiträge
- 1982: Pity's Sake, There's a Change, Backroom auf Dunedin Double (EP)
- 1987: Throwing Stones auf Tuatara: A Flying Nun Compilation
- 1988: Trouble With Kay auf In Love With These Times
- 2003: Husband House auf Nature's Best 3